# San Jose (Tarlac)
San Jose è una municipalità di quarta classe delle Filippine, situata nella Provincia di Tarlac, nella Regione di Luzon Centrale.
San Jose è formata da 13 baranggay:
- Burgos
- David
- Iba
- Labney
- Lawacamulag
- Lubigan
- Maamot
- Mababanaba
- Moriones
- Pao
- San Juan de Valdez
- Sula
- Villa Aglipay